# Jagdgeschwader 110
La Jagdgeschwader 110 (JG 110) (110e escadron de chasseurs) est une unité de chasseurs de la Luftwaffe pendant la Seconde Guerre mondiale.
Active de fin 1943 à 1945, l'unité était destinée à la formation des pilotes de chasse.

## Opérations
La JG 110 opère sur différents avions au cours de son activité : 
- Arado Ar 96 ;
- Messerschmitt Bf 108, Bf 109 ;
- Focke-Wulf Fw 190 ;
- Gotha Go 145 ;
- Macchi MC.202 ;
- Siebel Si 204.

## Organisation

### Stab. Gruppe
Formé le 15 octobre 1943 à Altenburg à partir du Stab/Blindflugschule 10. Il est dissout le 15 mars 1945. 
Geschwaderkommodore (Commandant de l'escadron) :
| Début           | Fin          | Grade  | Nom               |
| --------------- | ------------ | ------ | ----------------- |
| 15 octobre 1943 | 15 mars 1945 | Oberst | Max Gerstenberger |

### I. Gruppe
Formé le 15 octobre 1943 à Altenburg à partir du Blindflugschule 10 avec :
- Stab I./JG 110 nouvellement créé ;
- 1./JG 110 nouvellement créé ;
- 2./JG 110 nouvellement créé ;
- 3./JG 110 nouvellement créé ;
- 4./JG 110 nouvellement créé.

Il est dissout le 28 avril 1945.
Gruppenkommandeure (Commandant de groupe) :
| Début           | Fin             | Grade     | Nom                         |
| --------------- | --------------- | --------- | --------------------------- |
| 15 octobre 1943 | Juillet 1944    | Hauptmann | Albert Falderbaum (de)      |
| Juillet 1944    | 2 novembre 1944 | Major     | Josef Belz (Mort au combat) |
| ?               | ?               | ?         | ?                           |

### II. Gruppe
Formé le 1er juin 1943 à Garz à partir du Jagdlehrerüberprüfungsgruppe avec :
- Stab II./JG 110 à partir du Stab/Jagdlehrerüberprüfungsgruppe ;
- 5./JG 110 à partir du 1./Jagdlehrerüberprüfungsgruppe ;
- 6./JG 110 à partir du 2./Jagdlehrerüberprüfungsgruppe.

Le 7./JG 110 est formé le 5 septembre 1944 à partir du 3./NAG 102, et le 8./JG 110 est formé le 5 septembre 1944 à Wesendorf. 
Le 10 octobre 1944, le 7./JG 110 devient le 9./JG 110 et le 8./JG 110 devient le 10./JG 110. Quatre jours plus tard, le 14 octobre 1944, un nouveau 7./JG 110 est formé à Garz et un nouveau 8./JG 110 à Swinemünde. 
Le II./JG 110 est dissout le 17 février 1945.
Gruppenkommandeure :
| Début           | Fin             | Grade     | Nom                   |
| --------------- | --------------- | --------- | --------------------- |
| 1er juin 1944   | 14 octobre 1944 | Hauptmann | Ferdinand Vögl        |
| 15 octobre 1944 | 7 février 1945  | Major     | Hartmann Grasser (en) |

### III. Gruppe
Formé le 21 juillet 1944 à Wesendorf  à partir d'éléments du FFS B36 avec :
- Stab III./JG 110 nouvellement créé ;
- 9./JG 110 à partir du 7./JG 110 (le 10 octobre 1944) ;
- 10./JG 110 à partir du 8./JG 110 (le 10 octobre 1944) ;
- 11./JG 110 nouvellement créé ;
- 12./JG 110 nouvellement créé.

Le III./JG 110 est dissout le 15 mars 1945.
Gruppenkommandeure :
| Début            | Fin             | Grade     | Nom            |
| ---------------- | --------------- | --------- | -------------- |
| 21 juillet 1944  | 31 janvier 1945 | Hauptmann | Karl Floitgraf |
| 1er février 1945 | 15 mars 1945    | Major     | Kurt Benz      |